# Henri Luyten
Henri Luyten (Koningshooikt, 1 augustus  1873 - Boechout, 28 september 1954) was een Belgisch wielrenner.

## Carrière
In 1894 werd hij Belgisch kampioen bij de liefhebbers. Luyten was beroepsrenner van 1895 tot 1897 en in 1895 en 1896 werd hij Belgisch wielerkampioen bij de beroepsrenners in Smeermaas. Ook won hij in deze jaren het Belgisch kampioenschap op de 100 km. Verder was hij tweemaal tweede in het wereldkampioenschappen baanwielrennen halve fond (in 1895 en 1897).